# Mercedfloden

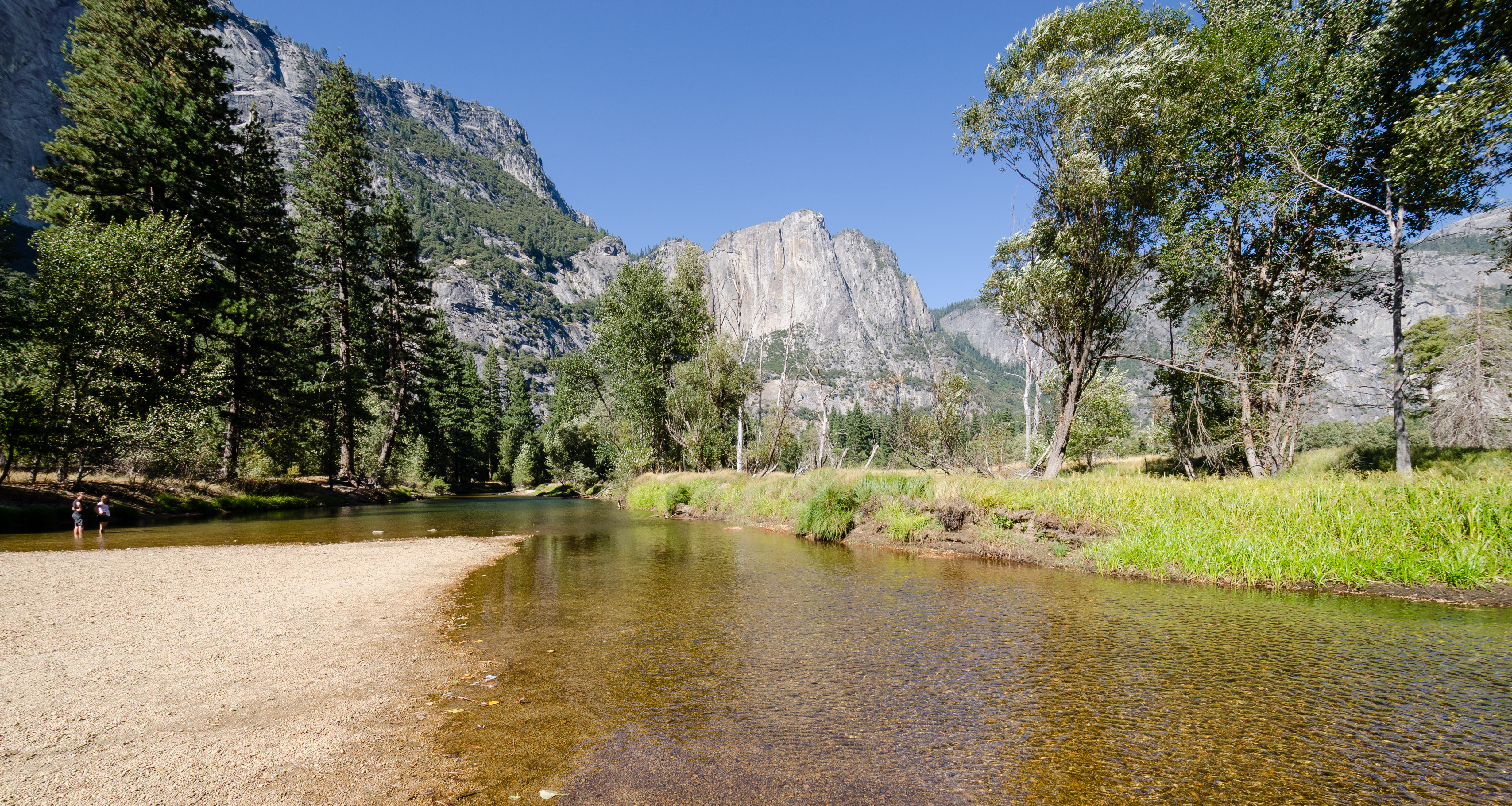
Mercedfloden i Yosemitedalen fotograferad från Swinging Bridge

Mercedfloden eller floden Merced, (engelska Merced River), är en flod i Kalifornien, USA.
Merced är 233 km lång biflod till San Joaquinfloden som rinner från Sierra Nevada till Central Valley. Den är mest känd för sin snabba och branta väg genom södra delen av Yosemite nationalpark, och den världskända Yosemitedalen. Flodens karaktär ändras dramatiskt när det når låglandet, och omvandlas till en sakta flytande vattenväg.

## Ekologi
Enligt en studie från 2006, fann man 37 fiskarter, 127 fågelarter, och 140 insekter och ryggradslösa djur i Mercedflodens närhet. De flesta av dessa arter är indelade i det övre och lägre flodområdet, vilket brukar definieras av Lake McClure, bildad av New Exchequer Dam.

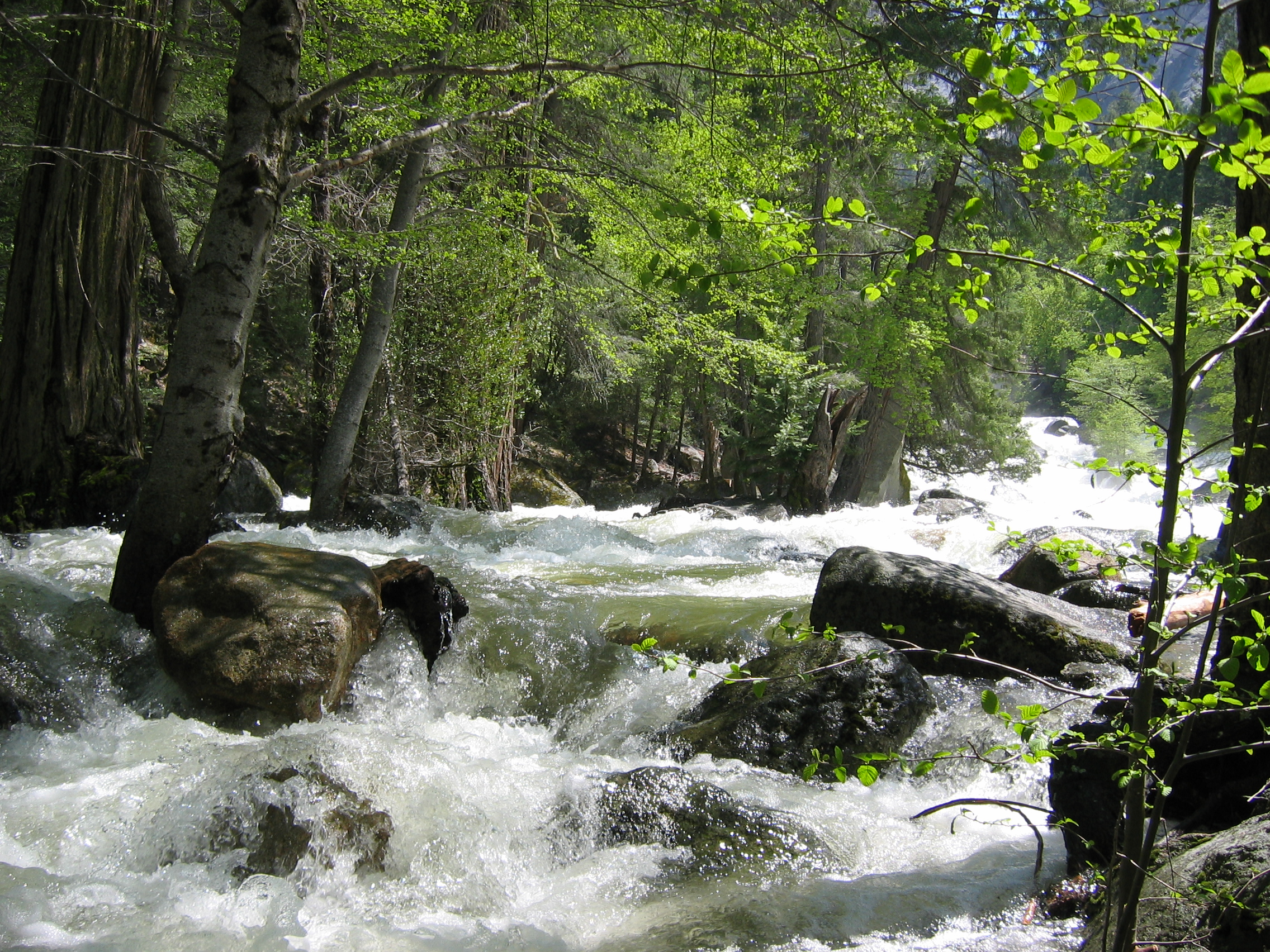
Laxen brukade förr i tiden simma uppströms så långt som till Happy Isles, sett här på bilden, men dammar blockerar nu dess vattenväg

Av fiskarna, fann man 26 arter i den lägre delen av floden i Central Valley, bland dessa Catostomus occidentalis, svartabborre, öringabborre och karp, där alla utom tre är städse hemmahörande arter, och några som avsiktligt inplanterats av människan. De tre anadroma fiskarterna som ännu tar sig till Merced är kungslax, stillahavsnejonöga och strimmig havsabborre. I den övre delen av floden återfanns 11 fiskarter.  Förr i tiden sträckte sig den vandrande fisken ända upp till Yosemitedalen, men sedan 1950- och 1960-talen, med undantag för de vattenrikaste åren, har inte tillräckligt med vatten runnit i Merced- och San Joaquin-floderna för att det ska bli möjligt för dem att leka i betydande antal. Nya krav på vattenanvändning har givit nytt hopp för många anadroma arter att vitalisera sina bestånd, från en bottenmätning av 500 kungslaxar i mitten av 1900-talet till en rekordmätning på 30 000 fiskar 1984. Efter 1970-talet, var den årliga kvoten cirka 5 300 fiskar.
Av de etthundratjugosju fågelarter funna längs med Mercedfloden, finns bara 35 längs med hela flodsträckan. Många av dem är flyttfåglar och besöker bara floden i förbifarten ett par gånger om året, medan 109 arter endast lever här under häckningen. Men trots de omfattande modifieringarna av flodens lägre del, är det just här de flesta fågelarterna håller till, på grund av det lugna vattenflödet som bildar våtmarker och frodiga strandområden. Vanliga fågelarter längs vattnet är bland andra rödkronad kungsfågel, tujasidensvans, vandringstrast, gulgumpad skogssångare, trädsvala och stare, och flera hotade arter, såsom vitstjärtad glada och prärievråk. Fåglar som vanligen förekommer i de mellersta och övre sektionerna av floden är spetsstjärtad duva, härmfink, kalifornientofsvaktel, mörkögd junco, hackspett, strömstare, amerikansk gråhäger, snårskrika, rödvingetrupial, rödstjärtad vråk, kalkonkondor, stensvala, kanjongärdsmyg, skrake, och stundom, vithövdad havsörn.
Av de 140 insekter och ryggradslösa djurarter som registrerats vid floden finns dagsländor, bäcksländor och nattsländor, men även tre mycket exotiska arter: olivmussla, kinesisk ullhandskrabba, och nyzeeländsk tusensnäcka.
Många växtarter hittades vid de mellersta och övre flodområdena, bland andra sömntuta, Alnus rhombifolia, Fraxinus latifolia, ek, giftsumak, jättelönn, sköldbräcka, bollbuske, vide och mjölon. Tidigare växte här även sockertall, fram till dess att skogsskövlingen satte fart på 1800-talet. Ekorre, tvättbjörn, hare, fladdermöss, skunk, bäver, svartsvanshjort, prärievarg, rödlo och svartbjörn finns bland de däggdjur som noterats vid mellersta och övre flodområdena.
En intressant art som lever här är Hydromantes brunus, ett mycket sällsynt salamander vars levnadsområde utgörs av Merced Canyon nedströms från Yosemitedalen. Hydromantes brunus behöver granitklipporna vid Merced Canyon för att överleva. 